# Korkmazlar
Korkmazlar (dt.: Familie Korkmaz), Untertitel „Eine Videofilmserie mit integrierten Deutschlernangeboten für türkische Familien“, ist eine achtteilige deutsche Spielfilmserie von Erman Okay in Zusammenarbeit mit Hans Barkowski und Evelyn Schulze über das Leben einer türkischen Migrantenfamilie in München aus dem Jahr 1987.
Die deutschdidaktisch aufbereitete nach Art einer Familienserie gestaltete türkischsprachige Reihe erschien auf Video und wurde mehrfach im Fernsehen gezeigt.
In der Rolle des Familienvaters war der bekannte türkische Schauspieler Yaman Okay zu sehen.

## Inhalt
Die Serie zeigt den Alltag einer türkischen Familie Korkmaz in Deutschland und thematisiert deren Probleme, die zum Teil aus einer ungenügenden Beherrschung der deutschen Sprache entstehen und ihr Verhältnis zu türkischen wie deutschen Nachbarn. Familie Korkmaz besteht aus Mutter Pembe, Herrin des Hauses, Vater Dursun, Druckereiarbeiter und seiner Meinung nach Herr des Hauses, der ewig in den Tunichtgut Tayfun verliebten Tochter Hatime, dem Sorgenkind Cengiz, der seine Lehre abgebrochen hat und der jüngsten Tochter Sanem, die meistens Walkman hört.

## Konzept
Das zwischen 1982 und 1985 entwickelte und im Rahmen eines in München durchgeführten Erwachsenenbildungsprojekts realisierte Konzept erschien 1988 als Kassettenprogramm für Ausländische Mitbürger auf jeweils vier Video- und Audiokassetten inklusive Sprachmagazinen, die von türkischen Arbeitsmigranten in den örtlichen Bibliotheken ausgeliehen werden konnten sowie in der Erwachsenenbildung eingesetzt wurden (1994 erschienen noch einmal Extrablätter für den Unterricht zu der Serie). Die Zeitschrift Deutsch lernen hob vor dem Erscheinen der Medienkombination hervor, dass Korkmazlar in besonderer Weise berücksichtige, dass „Migrantenfamilien zum großen Teil über Videogeräte (verfügten), die deutsche Sprache (allerdings) nur für bedingt nützlich und nur für bedingt lernbar“ hielten.

## Kritiken
„Die Elemente der Filmgestaltung orientieren sich in der Machart an Sehgewohnheiten und Erwartungen der Adressaten […]. Der Verfasser geht auf den Inhalt des Filmgeschehens näher ein und schildert Auswahl und methodisch-didaktische Gestaltung der Lernangebote und deren Zielsetzung. Als wichtig erscheint, dass die ausgeählten Sprachmuster das Kommunikationsverhalten verbessern helfen und dass der Zweitsprachenerwerb innerhalb des gewohnten Alltags aktiv vorangebracht werden kann. Zudem sind die haeufigsten Lernprobleme in elf Punkten aufgelistet. Neben didaktischen Hinweisen gibt der Verfasser noch solche auf Zusatzmaterialien, wie Tonkassetten als Lernhilfen, und auf Sprechübungen, die kognitiv-produktive Lernformen ermöglichen.“

„Freud und Leid der türkischen Familie Kormaz, ihre Beziehung zur deutschen Umwelt und zu türkischen Emigranten.“

## Fernsehausstrahlungen
Mit deutschen Untertiteln war Korkmazlar im Januar/Februar 1989 im deutschen Fernsehen erstmals auf West 3 zu sehen. Zahlreiche Wiederholungen in allen dritten Programmen und auf Eins Plus folgten. Zuletzt war die Reihe 1993/1994 auf 3sat zu sehen.

## Einzelfolgen
1. Los, Pembe!
2. Das Mißverständnis
3. Sanems List
4. Der Verdacht
5. Die Krise
6. Der Unfall
7. Der Urlaub
8. Die Suche nach dem Schatz

## Einzelbelege
1. ↑  Korkmazlar. Kabel1-Serienlexikon, ehemals im Original (nicht mehr online verfügbar); abgerufen am 25. April 2017. (Seite nicht mehr abrufbar. Suche in Webarchiven)
2. 1 2  Deutsch lernen, 12 (1987) 2, S. 63–75